# Lenomyia pallipes
Lenomyia pallipes är en tvåvingeart som beskrevs av James 1977. Lenomyia pallipes ingår i släktet Lenomyia och familjen vapenflugor. Inga underarter finns listade i Catalogue of Life.